# Lu Šun
Lu Šun (kitajščina 鲁迅, pinjin Lǔ Xùn), rojstno ime Džov Šuren (tradicionalna kitajščina 周樹人; pinjin Zhōu Shùrén), kitajski pisatelj in intelektualec, * 25. september 1881, Šaošing, Džedžjang, Dinastija Čing, † 19. oktober, 1936, Šanghaj, Republika Kitajska.
Lu Šun je bil eden najpomembnejših kitajskih pisateljev 20. stoletja. Pisal je kratke zgodbe in deloval kot urednik, prevajalec, kritik, esejist in pesnik.